# Kalandar Soğuğu
Kalandar Soğuğu é um filme de drama turco de 2015 dirigido e escrito por Mustafa Kara. Foi selecionado como representante de seu país ao Oscar de melhor filme estrangeiro em 2017.

## Elenco
- Haydar Sisman
- Nuray Yesilaraz
- Hanife Kara
- Ibrahim Kuvvet
- Temel Kara